# Mentana
Mentana – miejscowość i gmina we Włoszech, w regionie administracyjnym Lacjum, w prowincji Rzym.
Według danych na rok 2004 gminę zamieszkiwało 15 239 osób przy gęstości zaludnienia 635 os./km²; dane za rok 2008 podają liczbę 19 965 mieszkańców.
Miejscowość w centralnej części położona 150 m n.p.m. na skrajnym obrzeżu regionu Sabiny; pod względem osiedleńczym spełnia rolę decentralizacyjną dla obszaru aglomeracji stołecznej. Znana z uprawy wyhodowanej w latach 30. i rozpowszechnionej we Włoszech, wydajnej i wcześnie dojrzewającej odmiany pszenicy. 
Poza miejscowymi historycznymi zabytkami (głównie z czasów nowożytnych), w pobliskim rezerwacie znajdują się pozostałości miasta starożytnego: odsłonięte na wzgórzu Montedoro resztki murów miejskich z IV wieku p.n.e., a na terenie zbadanej nekropolii ujawnionych 35 ubogich pochówków, datowanych na okres pomiędzy II wiekiem p.n.e. a końcem Cesarstwa Rzymskiego. 

## W historii
W starożytności Nomentum (Nōmentum), miejscowość założona zgodnie z legendarnym przekazem przez króla Albusa (Albę Sylwiusza). Według sprzecznych wiadomości rzymskich autorów (Liwiusz, Wergiliusz, Pliniusz) uchodziła za osadę latyńską albo sabińską. W 338 p.n.e. uzyskała prawa miejskie (civitas Romana). Położona przy późniejszej Via Nomentana, wedle świadectw m.in. Columelli, Pliniusza, znana była z uprawy winorośli i produkcji wina. Wspomniana przez Marcjalisa, który miał tam swą podmiejską posiadłość (Epigramaty II 38, 1).
W czasach chrześcijaństwa stolica biskupia od ok. III w. aż do końca IX wieku. W późnym średniowieczu ufortyfikowana po zniszczeniach dokonanych przez Roberta Guiscarda w trakcie walk pomiędzy papieżem Mikołajem II a jego przeciwnikami. W późniejszym czasie własność Orsinich, następnie książąt Venafro i książąt Borghese.
Podczas walk o zjednoczenie Włoch (tzw. Risorgimento) pod Mentaną doszło 3 listopada 1867 roku do bitwy pomiędzy oddziałami Garibaldiego a wojskami papieskimi i interwencyjnymi wojskami francuskimi, zakończonej porażką garibaldczyków. 